# 丹麦足球联赛系统
丹麦足球联赛系统，为丹麦各级别足球联赛组成的系统。